# Zawady (gmina)
Zawady (do 1954 gmina Chlebiotki) – gmina wiejska w województwie podlaskim, w powiecie białostockim. W latach 1975–1998 gmina położona była w województwie łomżyńskim.
Siedziba gminy to Zawady.
Według danych z 30 czerwca 2012 gminę zamieszkiwały 2887 osoby.

## Struktura powierzchni
Według danych z roku 2002 gmina Zawady ma obszar 112,67 km², w tym:
- użytki rolne: 60%
- użytki leśne: 31%

Gmina stanowi 3,77% powierzchni powiatu.

## Demografia

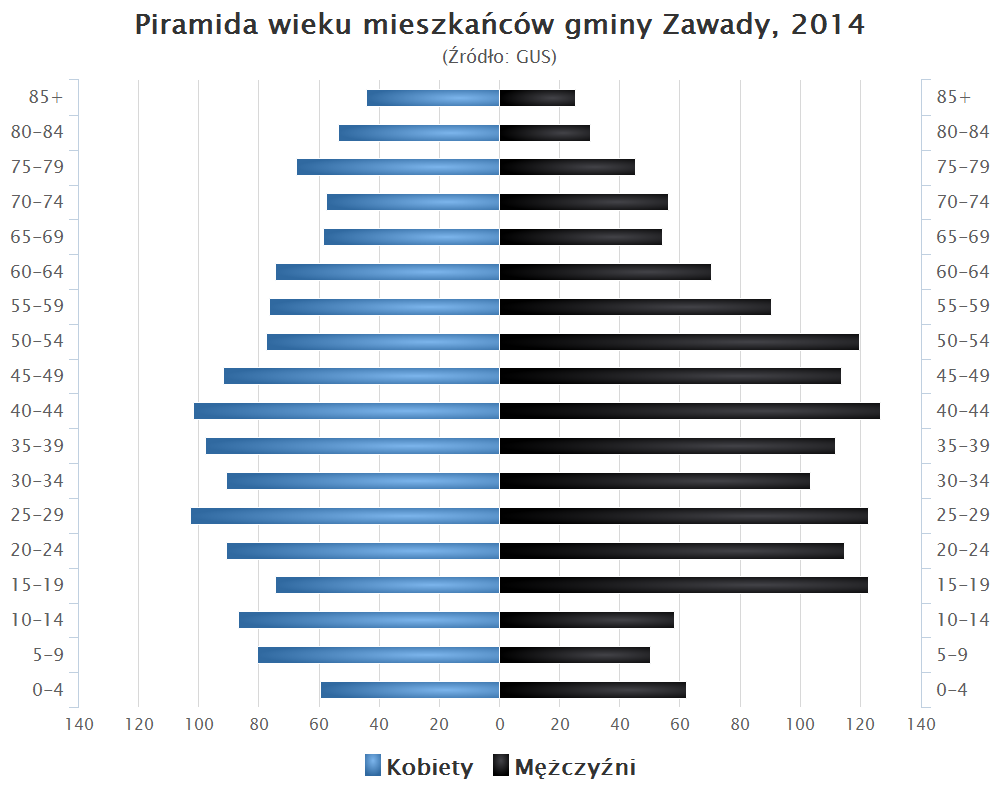
Piramida wieku mieszkańców gminy Zawady w 2014 roku

Dane z 30 czerwca 2012:
| Opis                              | Ogółem | Ogółem | Kobiety | Kobiety | Mężczyźni | Mężczyźni |
| --------------------------------- | ------ | ------ | ------- | ------- | --------- | --------- |
| jednostka                         | osób   | %      | osób    | %       | osób      | %         |
| populacja                         | 2887   | 100    | 1405    | 48,67   | 1483      | 51,33     |
| gęstość zaludnienia (mieszk./km²) | 25,62  | 25,62  | 12,47   | 12,47   | 13,15     | 13,15     |

## Infrastruktura
W gminie funkcjonuje Niekomercyjna Sieć Komputerowa zapewniająca bezprzewodowy dostęp do Internetu miejscowościom znajdującym się na jej terenie. 

## Zespoły muzyczne
- Młodzieżowa Grupa Folkowa "ZAWADY plus"− młodzieżowy zespół folkowy działający przy Bibliotece Publicznej Gminy Zawady.

## Miejscowości
Cibory-Chrzczony, Cibory Gałeckie, Cibory-Kołaczki, Cibory-Krupy, Cibory-Marki, Cibory-Witki, Góra Strękowa, Konopki-Klimki, Konopki-Pokrzywnica, Krzewo-Plebanki, Kurpiki, Łaś-Toczyłowo, Maliszewo-Łynki, Maliszewo-Perkusy, Marylki, Nowe Chlebiotki, Nowe Grabowo, Nowe Krzewo, Rudniki, Stare Chlebiotki, Stare Grabowo, Stare Krzewo, Strękowa Góra, Targonie-Krytuły, Targonie Wielkie, Targonie-Wity, Wieczorki, Zawady, Zawady-Borysówka, Zawady-Kolonia.

## Sąsiednie gminy
Kobylin-Borzymy, Rutki, Trzcianne, Tykocin, Wizna

## Honorowi obywatele gminy
W 2009 roku ówcześni członkowie szwedzkiego zespołu Sabaton otrzymali tytuł honorowych obywateli gminy.